# Georges-Yves-Marie Nyo
Georges-Yves-Marie Nyo, francoski general, * 1895, † 1980.